# Insulo de la Rozoj
A República da Ilha das Rosas (em esperanto:  Respubliko de la Insulo de la Rozoj; em italiano:  Repubblica dell'Isola delle Rose) foi uma micronação de curta duração em uma plataforma feita pelo homem no Mar Adriático, 11 km (6.8 mi) largo da costa da província de Rimini, Itália.
Foi construído pelo engenheiro italiano Giorgio Rosa, que se autoproclamou seu presidente e o declarou estado independente em 1º de maio de 1968.   A Ilha das Rosas tinha seu próprio governo, moeda, correio e estabelecimentos comerciais, e a língua oficial era o Esperanto.  No entanto, nunca foi formalmente reconhecido como um estado soberano por nenhum país do mundo. Visto pelo governo italiano como uma manobra de Rosa para ganhar dinheiro com turistas, evitando a tributação nacional, a Ilha das Rosas foi ocupada pelas forças policiais italianas em 26 de junho 1968, sujeita a bloqueio naval, e eventualmente demolida em fevereiro de 1969.  
Desde a primeira década dos anos 2000, a história da Ilha das Rosas tem sido objeto de pesquisas documentais e redescobertas a partir do aspecto utópico de sua gênese. 

## Nome

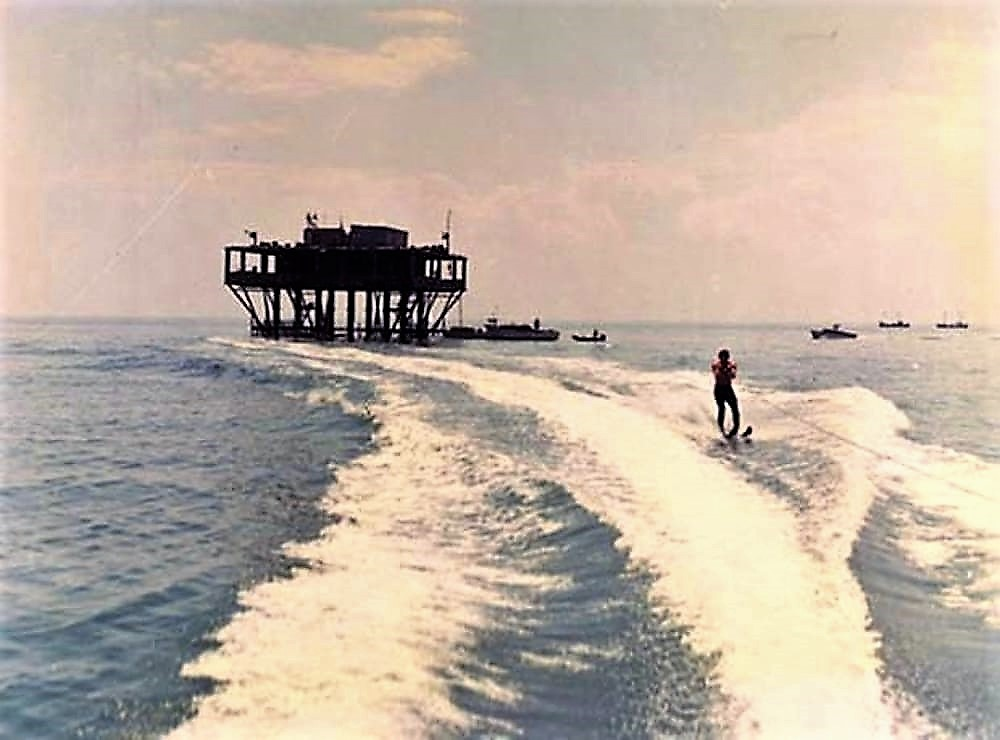
A ilha logo após sua inauguração (1968).

A entidade que se instalaria na plataforma artificial recebeu o nome, em esperanto, de Libera Teritorio de la Insulo de la Rozoj (em italiano:  Libero Territorio dell'Isola delle Rose), que mais tarde se tornou Esperanta Respubliko de la Insulo de la Rozoj (República Esperantista da Ilha das Rosas).
Acredita-se que o termo esperanto Rozoj (em italiano:  rose) foi emprestado do apelido de Giorgio Rosa, projetista e construtor da plataforma artificial, também criador e inspirador da entidade estatal, bem como da sua vontade de "ver florescer rosas no mar". 

## História

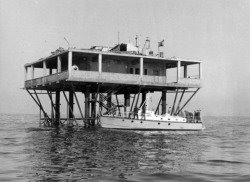
A ilha em atividade com um barco atracado.

A partir de 1958, o engenheiro italiano Giorgio Rosa financia a construção de uma plataforma marítima de 400m², concluída em 1967. Apoiada em nove postes e equipada com diversos estabelecimentos comerciais, incluindo restaurante, bar, boate, loja de souvenirs e correio. Alguns relatórios também mencionam a presença de uma estação de rádio, mas isso não foi confirmado.
A plataforma declarou independência em 1º de maio de 1968, sob o nome esperanto de Insulo de la Rozoj, com Rosa como presidente autodeclarado. Tanto o Esperanto rozo (plural rozoj) quanto a italiana rosa (plural rose) significam "rosa". Logo depois, a Ilha das Rosas emitiu vários selos, incluindo um mostrando a localização aproximada da Ilha das Rosas no Mar Adriático. A moeda da república era apresentada como sendo o Milo (plural Miloj), e isso apareceu nas primeiras edições de selos, embora nenhuma moeda ou cédula tenha sido produzida.
As ações de Rosa foram vistas pelo governo italiano como uma manobra para arrecadar dinheiro com os turistas e, ao mesmo tempo, evitar a tributação nacional. Fosse esse o verdadeiro motivo ou não da micronação de Rosa, a resposta do governo italiano foi rápida: um grupo de quatro carabinieri e oficiais da Guardia di Finanza desembarcaram na ilha e assumiram o controle. O Conselho de Governo da plataforma teria enviado um telegrama, presumivelmente ao governo italiano, para protestar contra a "violação da sua soberania e os danos infligidos ao turismo local pela ocupação militar", mas este foi ignorado.
Em 13 de fevereiro de 1969,  a Marinha italiana usou explosivos para destruir as instalações, um ato mais tarde retratado em selos postais emitidos pelo governo autodeclarado de Rosa no exílio. Apenas uma morte foi contada, mas nunca confirmada: aparentemente, o cachorro de Rosa estava na plataforma durante a detonação da instalação.
Rosa morreu em 2017, tendo dado sua bênção para um filme a ser feito sobre a Ilha das Rosas. Este foi lançado em 2020. 

## Na cultura popular
- Rose Island é destaque na história em quadrinhos italiana Martin Mystère, n. 193. [9]
- Rose Island, um filme de 2020 baseado na história da micronação, dirigido por Sydney Sibilia, foi lançado na Netflix em 8 de dezembro de 2020. [10]